# Mesogonia vexativa
Mesogonia vexativa är en insektsart som beskrevs av Young 1977. Mesogonia vexativa ingår i släktet Mesogonia och familjen dvärgstritar. Inga underarter finns listade i Catalogue of Life.